# B☆KOOL
B☆KOOL（ビー・クール）は、1990年代に活動した日本の5人組男性ダンスアイドルグループ。台湾での表記（中国語表記）は『B☆酷』。

## 概要
1994年10月21日、シングル「BABY BODY BEAT」でメジャーデビュー。
サウンドプロデュースはMISIAやモーニング娘。などを手がけている松原 憲が担当。この1stシングルはエリアコードドラマのエンディングテーマに起用され、クールな少年の躍動感とバイタリティ溢れる楽曲で約3万枚を売り上げた。
1枚目のアルバム「KOOL STUFF」に収録されている「BABY BODY BEAT(RED MONSTER MIX)」は、日本人による「ユーロビート・ミックス」で大きな成功を収めた。この楽曲は、国内ダンス・チャートで1位を記録。当時、猛威をふるっていたMETAL MINDED MANIACSやジョン・ロビンソンなどのテクノ勢を抑えての快挙であった。
1995年11月16日、Shibuya O-EASTで開催された『アジア・ミュージックフェスティバル in TOKYO '95』に日本人代表アーティストとして出演。
1996年、小室哲哉プロデュースのPlayStationのゲームソフト「ガボールスクリーン」に「DO I,DO IT」で参加。
1997年、3枚目のアルバム「FIRST MISSION」からはG.M.KAZをプロデューサーに迎え入れ、路線変更。
1990年代の日本の音楽シーンにおいては先進的な活動を行っており、ラップとメロディアスなボーカルが特徴的な楽曲とストリートダンスを融合させたパフォーマンスが特徴であった。TV、新聞、ラジオ、コマーシャル等のメディア露出、イベントやライブ活動も行い、女子中高生を中心に人気を集めた。本格的なストリートダンスを取り入れたパフォーマンスとラップを織り交ぜた楽曲を歌うスタイルでアイドル的な人気を得たグループという点ではB☆KOOLのデビューから3年後に沖縄アクターズスクール及びライジングプロダクションからデビューしたDA PUMPに似ている。国内では計シングル12枚、アルバム4枚、プロモーションビデオ3枚を発売。
1998年、11月のON AIR WESTライブを最後にグループは解散。
2021年、90年代の邦楽アーティストに特化した配信・サブスク化プロジェクト“DISCOVER the 90's”の第16弾ラインナップとしてB☆KOOLのサブスク配信がスタートした。

### アジア圏での活動
日本のみならず韓国・台湾・香港などのアジア圏での人気も高く、特に台湾でブレイクした。
1995年には3回に渡って台湾を訪問し、デビューアルバム『KOOL STUFF』のカセットテープも発売された。1996年には台北中山足球場（台湾台北市中山区にかつて存在したサッカースタジアム）で行われたマイケル・ジャクソンのフィルムコンサートにも参加して約2万人の動員を集める。1997年に再度、台湾へ訪問。台湾のファンの熱意に応えるべく現地でも人気のあった楽曲を厳選して企画された台湾限定アルバム『KOOLEST』が1998年5月に発売された。

## メンバー
- Osamu HASHIZUME（橋爪修、1970年10月9日（54歳）、O型）
- Daisaku KIKUCHI（菊地大作、1975年10月8日（49歳）、A型）
- Koji YAMAGUCHI（山口耕史、1975年6月9日（50歳）、AB型）
  - 映画「渚のシンドバッド」に出演するなど役者としても活動した。
- Hiroyuki AIKAWA（相川裕之、1973年4月15日（52歳）、A型）
- Atsutoshi WATARAI（渡来敦敏、1975年11月23日（49歳）、A型）

## ディスコグラフィ

### シングル
- BABY BODY BEAT（1994年10月21日発売）
- ナンでもカンでも抱いちゃいたい（1994年12月12日発売）
  - 当初のタイトルは、「ナンでもイイから抱いちゃいたい」であったがプロデューサーの希望により、このタイトルになったという。
- JUMPIN' FLASH（1995年4月21日発売）
- JUMPIN'FLASH (RED MONSTER MIX) （1995年6月1日発売）Maxi
- BOOM!BOOM!BOOM!（1995年11月1日発売）
- BOOM!BOOM!BOOM! (RED MONSTER MIX) （1996年1月21日発売）Maxi
- サンキューMy Girl（1996年3月21日発売）
- A・D・A・M（1997年4月21日発売）
- SAYONARA（1997年6月21日発売）
- IT'S MY LOVE（1997年12月1日発売）
- あいまいでだいたい（1998年2月21日発売）Maxi
- STUMBLED DESTINY（1998年4月22日発売）Maxi

### アルバム
| # | タイトル            | 発売日         | 収録曲 |
| - | ------------------- | -------------- | --- |
| 1 | KOOL STUFF          | 1995年3月24日  | 1. クール・スタッフ 2. ベイビー・ボディ・ビート 3. パラダイス・ロストへの誘惑 4. バカばっか〜んな奴ァだーれ? 5. バッド・トゥ・ザ・ボーン 6. グランパいつもファンキー! 7. インタールード 8. ワンス・イン・ア・ブルー・ムーン 9. ナンでもカンでも抱いちゃいたい 10. バーニン・アップ・マイ・ラヴ（愛のスターシップ） ） 11. ブレス・フォー・エヴリシング 12. ベイビー・ボディ・ビート（レッド・モンスター・ミックス）    |
| 2 | KOOL STUFF 2        | 1995年11月22日 | 1. ラヴ・レイン 2. メディア・ジャック・パイレーツ 3. ブーム!ブーム!ブーム! 4. 転ばぬ先のC〜ぼくらのH－スタイル 5. 絶対有名になりたい 6. ベイビー，バイ・バイ・ガール〜涙キスで止めて 7. 立ちっぱなしのドレッド・ボーイ 8. グラマラス・ラヴァーズ 9. 大人になんかなるものか 10. ジャンピン・フラッシュ 11. リメインズ・オブ・デイズ                                                                                     |
| 3 | FIRST MISSION       | 1997年8月21日  | 1. Curved Air－空気は重く吸っても軽く吸っても同じ－ 2. SAYONARA（RADIO EDIT VERSION） 3. UNITY 4. 見えないモノがRhapsody 5. FIRST MISSION - Save Our Soul - 6. 君のこと？僕のこと? 7. ウソの象徴 8. A・D・A・M 9. .D.N.A 10. EMOTION & Motion 11. Everybody SIN 12. がんばってね 13. SO.NE.MO.SA 14. L,B,Love（CP MIX） 15. Melody 16. ヒップ・ホップ・AD・バルーン 17. We Are B☆KOOL？ 18. SAYONARA（MELLOW VERSION） |
| 4 | KOOLEST（台湾限定） | 1998年5月26日  | 1. STUMBLED DESTINY 2. バッド・トゥ・ザ・ボーン 3. ブーム!ブーム!ブーム! 4. SAYONARA 5. A・D・Å・M 6. ナンでもカンでも抱いちゃいたい 7. ジャンピン・フラッシュ 8. We Are B星KOOL? 9. 転ばぬ先のC〜ぼくらのC-DJ BASS MIX 10. あいまいでだいたい 11. IT'S MY Love 12. ベイビー・ボディ・ビート |
| 5 | PRE-SENT            | 1998年10月21日 | 1. はみ出しモノの未来達 2. STUMBLED DESTINY 3. HAND MADE HEAVEN 4. DON'T LOOK BACK 5. CONFLICT 6. あいまいでだいたい 7. 転ばぬ先の℃（DJ BASS MIX） 8. 君のウソ 僕の象徴 9. TRANCE48 10. 風にのって 11. 4 SEASONS 12. IT'S MY Love 13. SEE YOU Love 14. IYOU→GIVIN' Love 15. PM6：39 |

## タイアップ一覧
| 使用年 | 曲名            | タイアップ                                              |
| ------ | --------------- | ------------------------------------------------------- |
| 1994年 | BABY BODY BEAT  | エリアコードドラマエンディングテーマ                    |
| 1995年 | JUMPIN' FLASH   | 北海道テレビエリアコードドラマ011『留萌交番日記』主題歌 |
| 1995年 | BOOM!BOOM!BOOM! | テレビ朝日系『ムキムキ!たまご』テーマソング             |
| 1997年 | A・D・A・M      | フジテレビ系『来来圏』オープニングテーマ                |

## 出演
- COUNT DOWN TV（1995年1月14日）
- FromA(CM)
- イグアナの娘[5]（山口耕史が出演）
- はなきんデータランド（テレビ朝日)

## ライブ
- 1995年11月16日 - アジア・ミュージックフェスティバル in TOKYO '95
- 1995年12月13日 - 渋谷 ON AIR EAST

## 握手会
- 1995年11月23日 - HMV横浜
- 1995年11月25日 - タワーレコード渋谷店
- 1995年12月10日 - LAOX千葉店

## 映像作品
- KOOL KLIP2（1995年11月22日、VHS）
- KOOL TOUCH〜'95 B☆KOOL LIVE（1996年4月21日、VHS）
- DANCE WITH MISSION-OUT SIDE（1997年9月21日、VHS）

## 解散後
- リーダーだった橋爪 修はファンクポップスバンド「CLOCKWORK」を結成し、2006年まで音楽活動をしていた。現在はThumb名義でソロボーカル＆ダンサー等で活動している。
- 渡来敦敏は、1999年にKRUDというダンスユニットに参加し[6]、THE夜もヒッパレなどに出演して活動した後、EXPGの立ち上げに参加し、三代目J SOUL BROTHERSの教育担当者・講師を務めるなど現在はLDHの新人開発に大きく携わっている。
- 菊地大作は、1998年にダンスチーム「HIPHOP JUNKEEZ」、「HI-BRID」で活動し、1999年に敦敏と共にダンスユニット「KRUD」に参加してTHE夜もヒッパレにレギュラー出演。現在は、ダンスチームやMCなどの活動、フリーでアーティストのバックダンサーや振り付けも行っている。
- 山口耕史は現在、自身の本名を略したYAMAKOUとしてソロ活動をしている。
- 相川裕之は現在、結婚しており、東京で整体院を経営している[7]。